# Refus Global
El Refus Global (El Rebuig Global) és un manifest polític i artístic publicat en francès el 9 d'agost de 1948 a Quebec, sota la inspiració dels automatistes Paul-Émile Borduas, Claude Gauvreau i Jean-Paul Riopelle. Aquest manifest posa en qüestió les valors tradicionals i rebutja l'immobilisme de la societat quebequesa de l'època.
Aquest document, publicat en 400 exemplars, és compost de nou texts i algunes il·lustracions firmades per Paul-Émile Borduas.
La seva publicació causà un trasbals dins les elits, particularment dins les autoritats religioses que dominaven aleshores el Quebec. Es pot llegir-hi una descripció molt dura de la societat :
« Un petit peuple serré de près aux soutanes restées les seules dépositaires de la foi, du savoir, de la vérité et de la richesse nationale. Tenu à l'écart de l'évolution universelle de la pensée pleine de risques et de dangers, éduqué sans mauvaise volonté, mais sans contrôle, dans le faux jugement des grands faits de l'histoire quand l'ignorance complète est impraticable. »
Traducció :
« Un petit poble estret a prop a les sotanas romases les soles depositaríes de la fe, del saber, de la veritat i de la riquesa nacional. Tingut a part de l'evolució universal del pensament plè de riscs i de perills, criat sense mala voluntat, però sense control, dins el fals seny dels grans fets de la història quan la ignorancia completa és impracticable. »
La reacció de les elites fou terrible. Paul-Émile Borduas, per exemple, va ser obligat a exiliar-se a Nova York primer, després a París fins a la seva mort el 1960.
Aquesta època de la història quebecquesa fou denunciada pels firmants del Refus Global, qualificat per alguns historiadors contemporanis de Grande Noirceur (la Gran Negror), s'acabava en 1960 amb la presa del poder de Jean Lesage i el començament de la Revolució Tranquil·la.

## Firmants
- Paul-Émile Borduas, pintor
- Madeleine Arbour, dissenyadora
- Marcel Barbeau, pintor
- Muriel Guilbault, actriu
- Pierre Gauvreau, pintor i autor de telenovel·les
- Claude Gauvreau, poeta
- Louise Renaud, llumista
- Fernand Leduc, pintor
- Thérèse Renaud-Leduc, poeta
- Jean-Paul Riopelle, pintor
- Françoise Riopelle, ballarina i coreografista
- Jean-Paul Mousseau, pintor
- Marcelle Ferron, pintor
- Françoise Sullivan, ballarina, coreografista, pintora i escultora
- Bruno Cormier, psiquiatre
- Maurice Perron, fotògraf